# Laura Wheeler Waring
 (février 2023).
Laura Wheeler Waring, née le 16 mai 1887 et morte le 3 février 1948, est une artiste et enseignante afro-américaine, surtout connue pour ses peintures d'Afro-Américains éminents qu'elle a réalisées pendant la Renaissance de Harlem. Elle a enseigné l'art pendant plus de 30 ans à Cheyney de l'Université de Pennsylvanie.

## Jeunesse

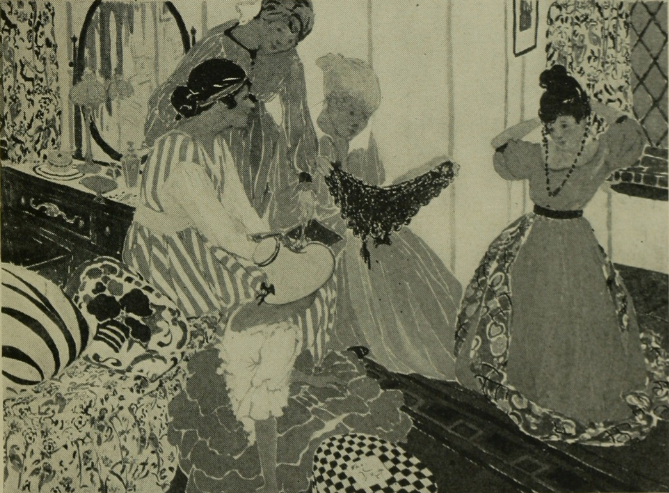
Reproduction en noir et blanc de Heirlooms, 1916 New York Watercolor Club Exhibition

Laura Wheeler naît le 16 mai 1887 à Hartford, dans le Connecticut, elle est le quatrième enfant de six ans, de Mary (née Freeman) et du révérend Robert Foster Wheeler. Sa mère est une fille d'Amos Noë Freeman, ministre presbytérien, et de Christiana Williams Freeman, qui a joué un rôle important dans les activités anti-esclavagiste, y compris le chemin de Fer clandestin, à Portland, dans le Maine et Brooklyn, New York. Laura est diplômée de la Hartford Public High School en 1906 et elle étudie à la Pennsylvania Academy of the Fine Arts de Philadelphie, obtenu en 1914
En 1906, Waring a commencé à enseigner à temps partiel à Philadelphie à la Cheyney Training School for Teachers (plus tard rebaptisée Cheyney State Teachers College et maintenant connue sous le nom de Cheyney de l'Université). Elle a enseigné l'art et la musique à Cheyney jusqu'en 1914, date à laquelle elle a voyagé en Europe. Son travail à Cheyney prenait beaucoup de temps, car c'était un pensionnat et elle était souvent nécessaire pour travailler le soir et le dimanche. Elle n'a donc pas eu beaucoup de temps pour pratiquer l'art. 1906-1914 ont été des années lentes pour sa carrière artistique à la suite de cela. Waring a travaillé de longues heures à enseigner l'art, passant parfois l'été à enseigner le dessin à Harvard et à Columbia pour de l'argent supplémentaire.
Après son retour d'Europe, elle a continué à travailler à Cheyney et ce, pendant plus de trente ans. Dans ses dernières années à Cheyney, elle a été directrice des programmes artistiques. En 1914, Laura Wheeler-Waring s'est vu accorder un voyage en Europe par la bourse William E. Cresson Memorial Scholarship de la Pennsylvania Academy of Fine Arts. Elle a étudié à l'Académie de la Grande Chaumière à Paris, en France et a voyagé dans toute la Grande-Bretagne. Alors qu'elle vivait à Paris, Wheeler-Waring fréquente le Jardin du Luxembourg. Elle a peint Le Parc Du Luxembourg (1918), huile sur toile, à partir d'une esquisse qu'elle a réalisée lors d'une de ses visites récurrentes. Wheeler-Waring passe également beaucoup de temps au Musée du Louvre pour étudier Monet, Manet, Corot et Cézanne. « J'ai pensé à plusieurs reprises à quel point les reproductions que nous voyons ne révèlent que peu de la beauté des grands tableaux et à quel point les grands maîtres peignent librement et avec aisance »
Wheeler-Waring avait l'intention de voyager davantage en Suisse, en Italie, en Allemagne et aux Pays-Bas, mais son voyage a été écourté lorsque la guerre a été déclarée en Europe. Après avoir passé trois mois en Europe, elle a dû retourner aux États-Unis. Le voyage de Waring à l'époque a eu très peu d'effet sur sa carrière, mais il a été remarqué comme une influence majeure sur elle et son travail en tant qu'artiste. Le fait d'avoir reçu la bourse lui a donné le temps d'évoluer en tant qu'artiste et, comme la bourse était très reconnue, elle a également obtenu de la publicité grâce à elle

## Période à Paris (1924-1925)
Après la fin de la guerre, Waring revient à Paris en juin 1924. Son deuxième voyage à Paris a été considéré comme un tournant dans son style et dans sa carrière. Waring a décrit cette période comme la période la plus purement artistique de sa vie, la « seule période de vie ininterrompue en tant qu'artiste avec un environnement et des associés qui étaient un stimulus et une inspiration constants ». Pendant environ quatre mois, Waring a vécu en France, absorbant la culture et le mode de vie français. Elle commence à peindre de nombreux portraits et s'inscrit en octobre pour étudier à l'Académie de la Grande-Chaumière, où elle étudie la peinture. Au lieu de tons doux et pastel, elle a peint une méthode plus vibrante et réaliste. Maisons à Semur, France (1925), huile sur toile, a été noté par les historiens de l'art le tableau qui a marqué le changement de style de Waring. Son utilisation de couleurs vives, de lumière et d'atmosphère dans cette œuvre est caractéristique du style qu'elle a établi après ce voyage en Europe et qu'elle a continué tout au long de sa carrière.
Outre une exposition posthume à l'Université Howard en 1949, les peintures de Waring réalisées à Paris ne sont pas considérées comme ayant été exposées et on ne sait pas où elles se trouvent. En plus de la peinture, Waring a écrit et illustré une nouvelle avec un ami proche et romancier, Jessie Redmon Fauset. Fauset a accompagné Waring tout au long de ses voyages en France à cette époque. Waring a écrit la nouvelle, "Dark Algiers and White", pour le magazine The Crisis, de la NAACP, et elle a été publiée plus tard

## Vie personnelle
Laura Wheeler a épousé Walter Waring le 23 juin 1927. Il venait de Philadelphie et travaillait dans le système scolaire public en tant qu'enseignant. Quand ils se sont mariés, l'argent était rare, alors ils ont retardé leur lune de miel de deux ans. En 1929, les jeunes mariés se sont rendus en France, où ils ont passé plus de deux mois. Ils n'avaient pas d'enfants

## Carrière artistique
Waring était parmi les artistes exposés dans la première exposition d'art afro-américain du pays, organisée en 1927 par la William E. Harmon Fondation. Elle a été commandée par la Fondation Harmon pour faire des portraits d'Afro-Américains éminents et a choisi des portraits associés à la Renaissance de Harlem. Son travail a rapidement été exposé dans des institutions américaines, dont la Corcoran Gallery à Washington, DC, le Brooklyn Museum et le Musée d'Art de Philadelphie. Elle a actuellement des portraits dans le Smithsonian National Portrait Gallery.

## Mort
Wheeler-Waring est décédée le 3 février 1948 dans sa maison de Philadelphie après une longue maladie. Un an plus tard, la Howard University Gallery of Art à Washington, D.C. a organisé une exposition d'art en son honneur

## Œuvres
- Anna Washington Derry, 1927[18]
- Une Danse en Rond, 1935
- Nu en Relief, 1937
- Souvenirs de la famille (aquarelle), 1916
- Portrait de l'Alma Thomas, 1945[19]

## Sélection de portraits

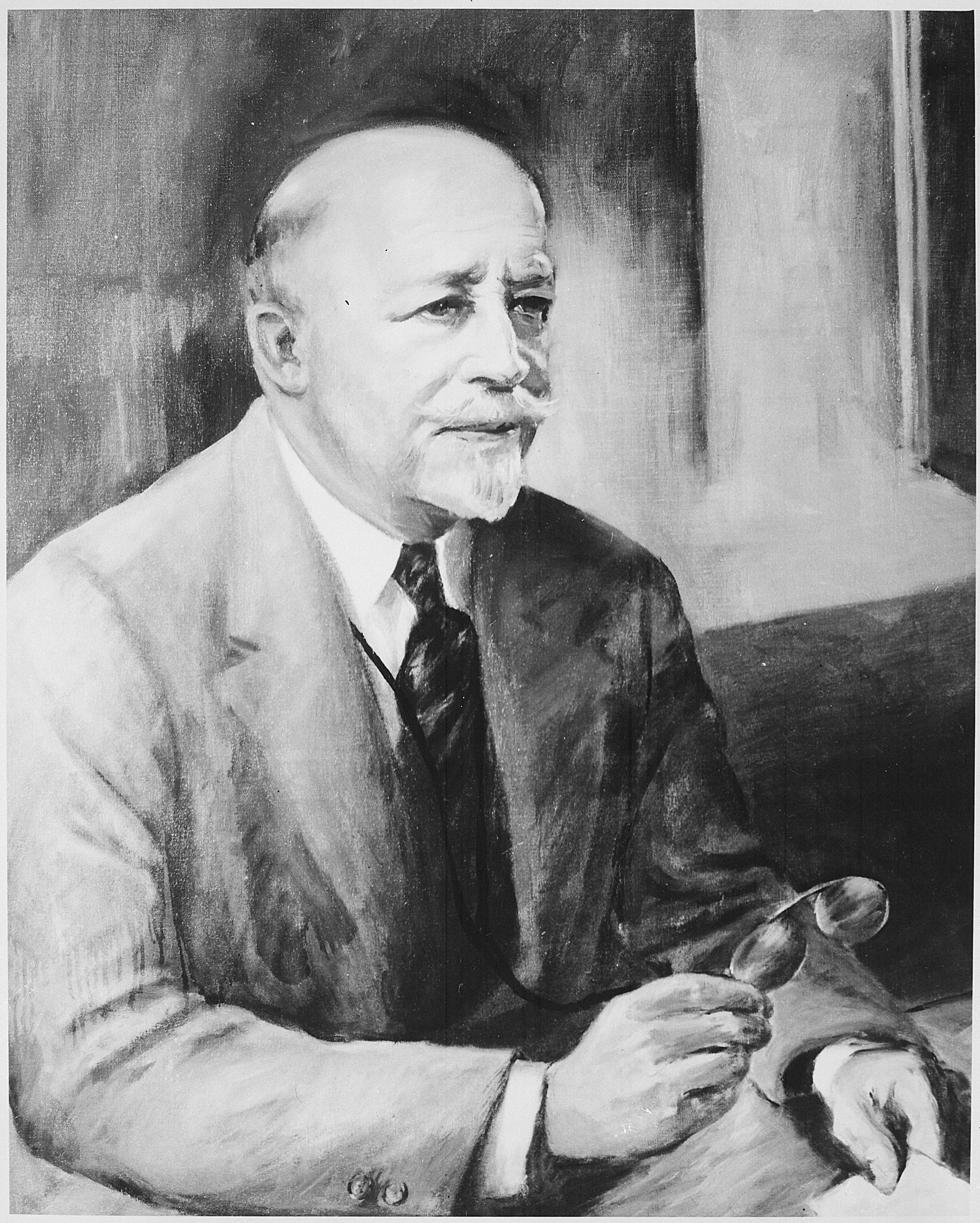
W. E. B. Du Bois
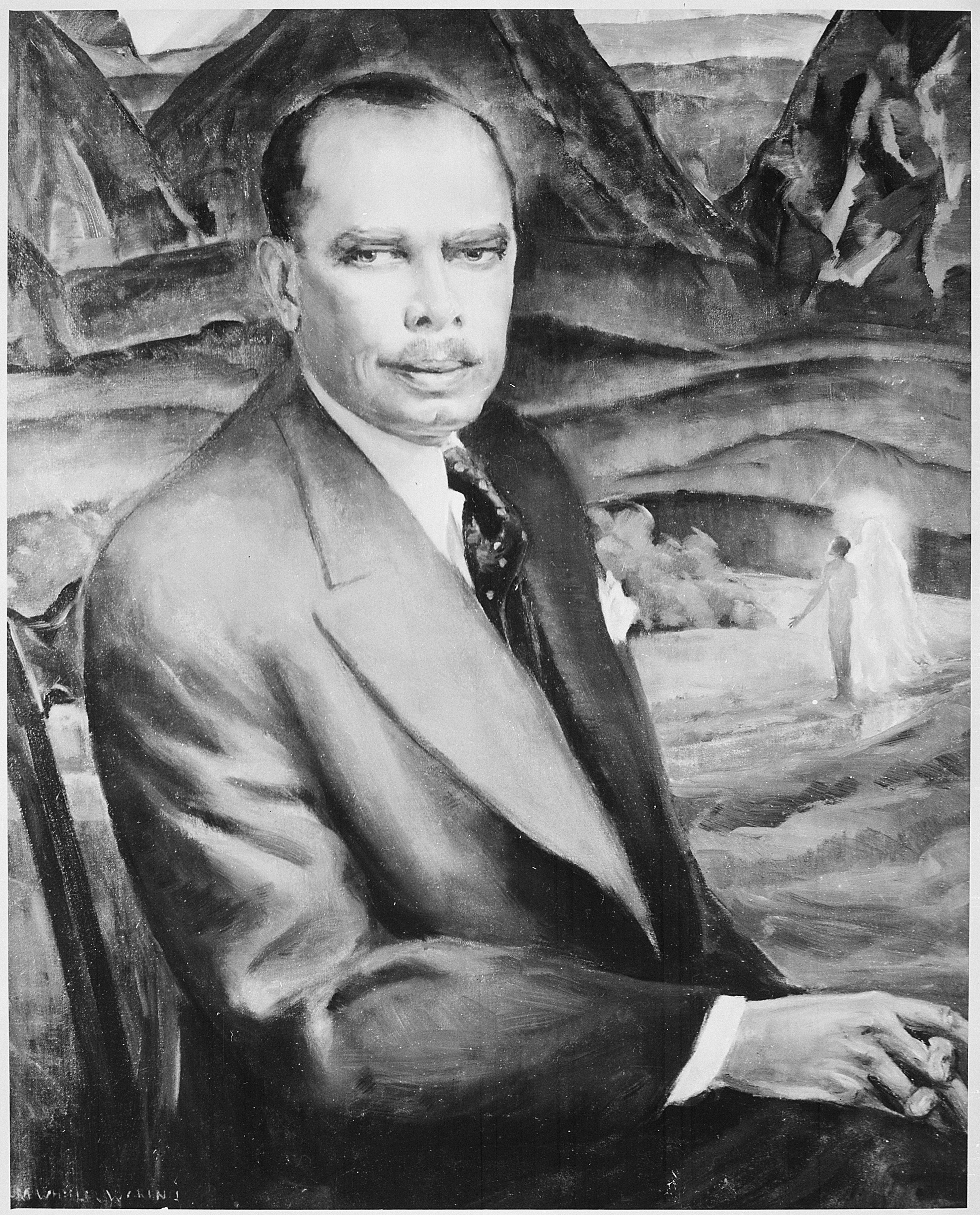
James Weldon Johnson
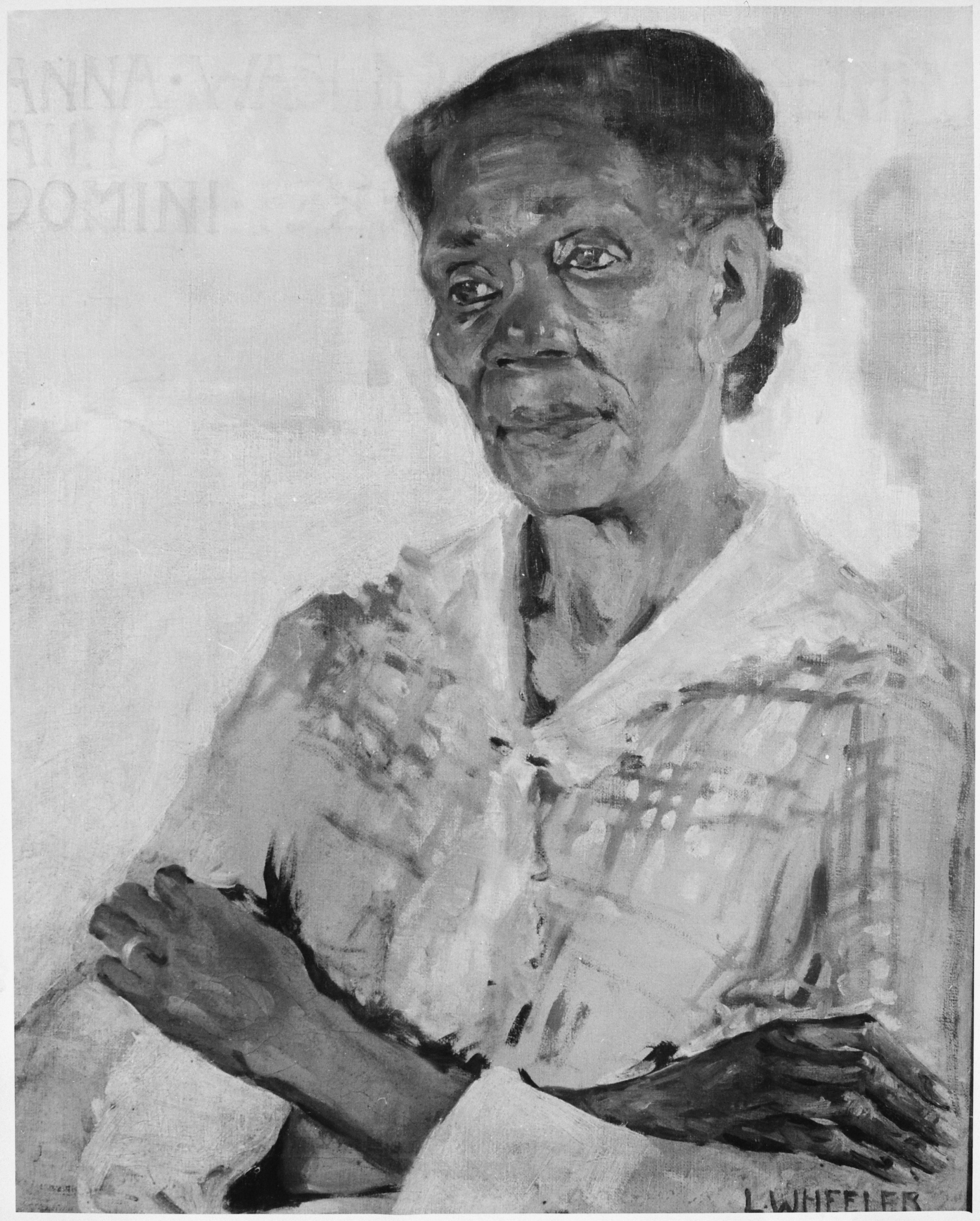
Anna Washington Derry